# Бланш Стюарт Скотт
Бланш Стюарт Скотт (англ. Blanche Stuart Scott; нар. 8 квітня 1884, Рочестер, Нью-Йорк, США — пом. 12 січня 1970, Рочестер) — американська піонерка авіації, льотчиця та автомобілістка.

## Біографія
Бланш Стюарт Скотт народилася 8 квітня 1884 року в Рочестері, штат Нью-Йорк. Її батько, Джон Скотт, був успішним бізнесменом, який виготовляв і продавав патентовані ліки. Скотт захопився автомобілями в ранньому віці. Коли її батько купив машину, Бланш була ще підлітком і їздила на ній по дорогах, оскільки вікових цензів для водіння автомобіля тоді не було.
У 1910 році Скотт стала другою жінкою після Еліс Гайлер Ремсі, яка керувала автомобілем у Сполучених Штатах, і першою жінкою, яка проїхала через всю територію США від Нью-Йорка до Сан-Франциско. Поїздка була спонсорована виробником автомобілів компанією Willys-Overland, а автомобіль отримав назву «Lady Overland». Її пасажиркою була репортерка Гертруда Баффінгтон Філліпс. Вони вирушили з Нью-Йорка 16 травня 1910 року і дісталися Сан-Франциско 23 липня 1910 року.
Розголос навколо автомобільної подорожі зацікавили Джерома Фанчуллі та Глена Кертіса, які погодилися надати їй уроки польотів. У 1911 році Кертіс заснував першу льотну школу в Америці в Гаммондспорті, штат Нью-Йорк. Тут він навчив Бланш Скотт керувати літаком, де вона згодом стала першою жінкою-пілотом Америки. Вона була єдиною жінкою, яка отримувала інструкції безпосередньо від Кертіса. Він встановив обмежувач на дросельній заслінці літака, щоб він не набрав достатньої швидкості, щоб піднятися в повітря, поки вона вправлялася в кермуванні самостійно. 6 вересня або обмежувач перемістився, або порив вітру підняв біплан, і він піднявся на висоту сорока футів, перш ніж здійснити плавну посадку. Її політ був коротким і, можливо, ненавмисним, але Early Birds of Aviation вважає Скотт першою жінкою, яка пілотувала літак у Сполучених Штатах, хоча політ Бессіки Медлар Райш 16 вересня був акредитований Аеронавігаційним товариством Америки, як перший політ жінки.
Згодом Скотт стала професійною пілотесою. 24 жовтня 1910 року вона дебютувала на авіазльоті у Форт-Вейні, штат Індіана. Поле для зльоту було не підготовлене, але вона вирішила виступити. Після ударів і поштовхів вона змогла злетіти, зробила вісім обертів навколо майданчика і благополучно приземлилася. Вона стала першою жінкою, яка літала на публічному заході в Америці. Її виставкові польоти принесли їй прізвисько «Tomboy of the Air». Вона стала досвідченою каскадеркою, відомою тим, що літала вниз головою та виконувала «смертельні занурення», пірнала з висоти 4000 футів і раптово піднялася лише на 200 футів від землі. У 1911 році вона стала першою жінкою в Америці, яка здійснила політ на великі відстані, пролетівши 60 миль без зупинки. У 1912 році Скотт уклала контракт з Гленном Мартіном і стала першою у світі льотчицею-випробовачкою.
У 1930-х роках Скотт працювала сценаристкою у кіностудіях RKO Pictures, Universal Studios і Warner Brothers. Вона також написала, продюсувала та виступала на радіошоу. 6 вересня 1948 року Скотт стала першою американкою, яка літала на реактивному літаку, будучи пасажиркою TF-80C, яким пілотував Чак Єгер. У 1954 році Скотт почала працювати у Музеї ВПС США, допомагаючи придбати ранні авіаційні матеріали.